# Rusty Cooley
Rusty Cooley (Houston, Texas) é um guitarrista americano.

## Início da carreira
Rusty recebeu seu primeiro equipamento, uma guitarra Peavey T27 e um Peavey Década ampères, em seu décimo quinto aniversário. Daquele dia em diante, Cooley mergulhou na música, onde praticava mais de 4 horas por dia. Rusty teve aulas de guitarra por um tempo, mas ficou insatisfeito com os instrutores locais de violão e decidiu se tornar autodidata. Ele se baseou em livros e vídeos instrutivos como Doug Marcos Metal Method. 
Depois de apenas três anos de experiência, tornou-se professor de violão na loja de discos onde ele comprara a sua primeira guitarra. 
Após a universidade, Rusty foi para o colégio local e estudou teoria musical. 
Rusty se juntou à banda Revolution em 1989 e permaneceu com eles até 1993. Durante seu tempo com a Revolution que se tornou uma banda conhecida em Houston, abriu para bandas como Nitro, Badlands, South Gang e Every Mothers Nightmare.                                                                                                              
Rusty formou uma banda de curta duração chamado Dominion depois que ele deixou Revolution. A banda se separou em 1995. Durante esse tempo, Rusty ganhou o Master Series Guitar e foi nomeado "Melhor Guitarrista do Ano" em Houston.

## Trabalho individual
Rusty estava insatisfeito com músicos locais e começou a trabalhar na música solo no início de 1996. Ele também começou a tocar violão de 7 cordas exclusivamente neste momento. Seu primeiro álbum solo, Rusty Cooley foi lançado em 2003 em Lion Music. 

## Atualmente
Rusty colaborou recentemente com a Pro Tone Pedals em testes de seu novo Jason Becker Perpetual Burn Signature Distortion Pedal, como Jason tem agora ALS e não pode mais tocar guitarra. Pro Tone Pedals postou vários vídeos de protótipos, Rusty testando o pedal no YouTube, e em um vídeo, Rusty comentou sobre isso, dizendo que Jason era uma de suas maiores influências e que era uma honra para trabalhar em seu Signature pedal. Recentemente Tone Pro também vem trabalhando em um Rusty Cooley Signature pedal. Rusty lançou sua guitarra Signature model de 8 cordas com Dean. Recentemente seu trabalho foi apresentado pela banda Austrian Death Machine em seu novo albúm, "Double Brutal". Recentemente, Rusty fez a gravação de uma demo com sua nova banda, Day of Reckoning. (www.myspace.com/dayofreckoningmetal) 

## Ensino
Rusty foi um instrutor de guitarra desde seu terceiro ano tocando. Ele também lançou cinco produtos de instrução, fez aulas de revistas (como a sua coluna Metal Guru) e muitas lições publicado em sites como o Shredaholic. Além disso, ele ensinou para o Guitar Workshop Nacional três vezes (1996, 1997, 1998) e dado muitas críticas. Rusty tem muitos alunos bem sucedidos, como Chris Storey (ex-All Shall Perish) e Mica Roth, ex-membro da Hybreed. 

## Apoio
Atualmente Rusty é patrocinado por Dean Guitars, Pickups EMG, pedals Morley, strings GHS, VHT, Rocktron, Eventide, Maxon e, mais recentemente, a amplificação Peavey. 
Ele foi previamente aprovado pelo Jackson Guitars e, mais recentemente, Ibanez Guitars. 
Sua assinatura Dean Modelo foi lançado na NAMM no início de 2007. 

## Lançamentos

### Música
- Outworld - Outworld
- Rusty Cooley
- Book of Reflections
- Shawn Lane Remembered Vol. 1
- Warmth in the Wilderness 2 A Tribute to Jason Becker
- Prog Power 4
- Prog Power 3
- The Alchemist
- Fresh Blood Vol. 4
- Lick This
- Guitarapalooza Vol. l
- Ball One Strike One
- Across the Miles
- Revolution 4-song EP
- Two guest solos on the track "From So Far Away" from All Shall Perish's album "Awaken the Dreamers"
- All solos on the track "Let off some steam Bennett" from Austrian Death Machine's album "Double Brutal"

### Produtos educacionais
- Shred Guitar Manifesto
- Extreme Pentatonics
- The Art of Picking
- Rusty Cooley Performance/Clinic
- Rusty Cooley Performance/Clinic 2
- Basic Training
- Fretboard Autopsy - Parts I & II
- Guest Lesson on Mark Tremonti - The Sound and The Story

### Aparições na televisão
- Stay Tuned
- Metallurgy Live
- Metallurgy Unplugged
- World Class Guitar Techniques
- Robb’s Metal Works